# Vall, Hedesunda
Vall är en by i Hedesunda socken, Gävle kommun. Den är känd i skriftliga källor sedan år 1424 och 1530 och senare. Äldre stavningar; Valle, walla, wal. Ordet syftar på "en gräsbevuxen fast mark". Vall finns väster om centrumbyn Brunn, Hedesunda.